# Iryna Marholina

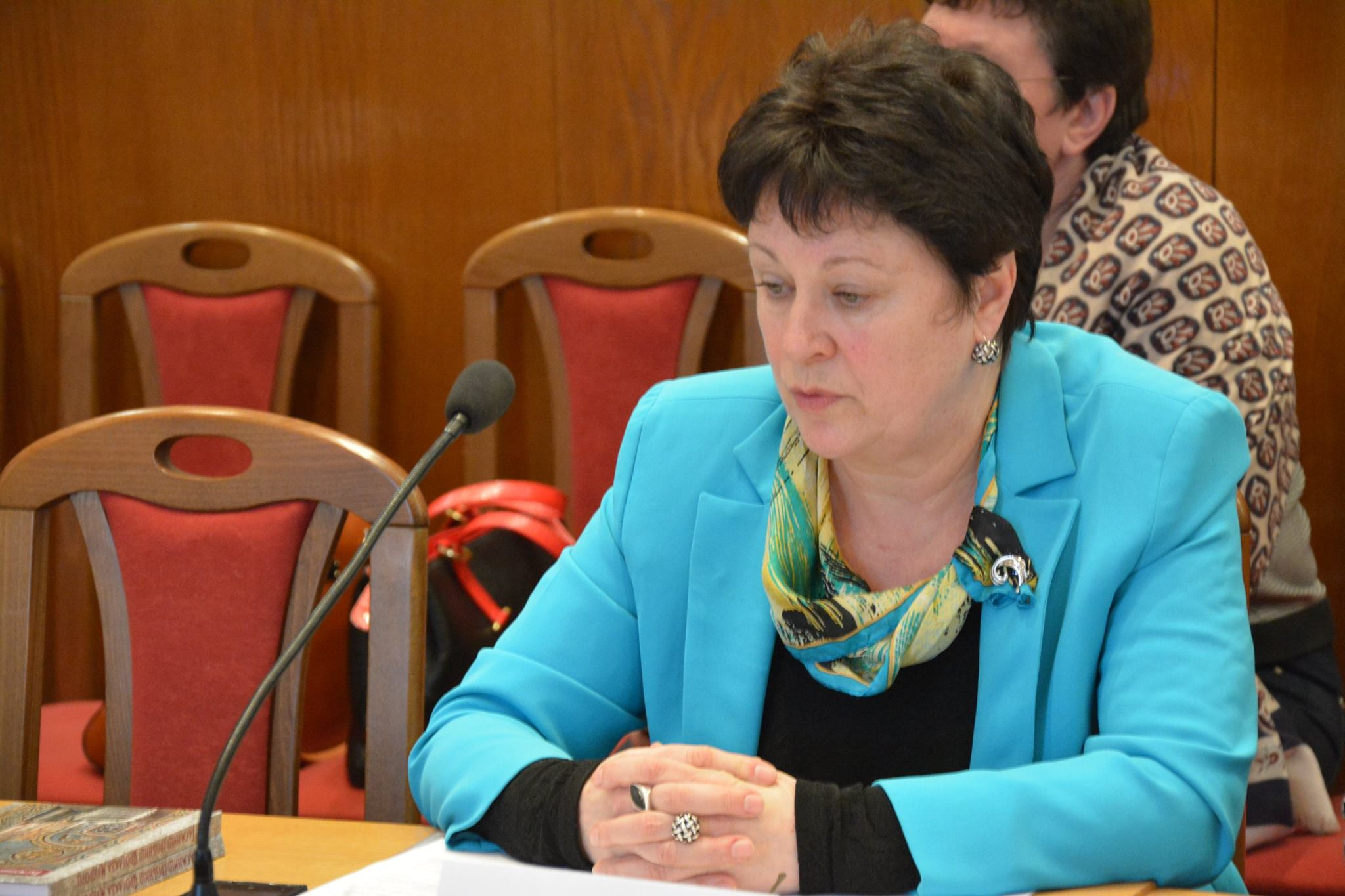
Iryna Jewheniwna Marholina

Iryna Jewheniwna Marholina (ukrainisch Ірина Євгенівна Марголіна, russisch Ирина Евгеньевна Марголина Irina Jewgenjewna Margolina; * 29. Mai 1955 in Mitschurinsk, Sowjetunion) ist eine ukrainische Historikerin. Schwerpunkt ihrer wissenschaftlichen Tätigkeit sind die mittelalterlichen Kirchen und Klöster in Kiew. Sie ist Autorin mehrerer Monografien und von mehr als zweihundert Artikeln.

## Leben und Werk
Iryna Jewheniwna Marholina wurde am 29. Mai 1955 in Mitschurinsk geboren. Ihr Vater war Soldat, ihre Mutter Grundschullehrerin. Sie besuchte verschiedene Schulen im Mitschurinsk, Kramatorsk und Kiew. 1979 beendete sie ihr Studium an der Universität in Kiew. Ab 1981 war sie wissenschaftliche Mitarbeiterin im Staatlichen Reservat Sophien-Museum in Kiew. Von 2002 bis 2012 war sie dort stellvertretende Generaldirektorin für wissenschaftliche Arbeit. Ihre Dissertation zum Kandidaten der Historischen Wissenschaften mit dem Thema „Die Kirche des Heiligen Kyrill – ein religiöses und kirchenpolitisches Zentrum des mittelalterlichen Kiew“ verteidigte sie 2000.
Sie beschäftigte sich ausführlich mit historischen und kunstgeschichtlichen Fragen der Architektur und der Innenausstattung der Kirche des Heiligen Kyrill. Aufgrund ihrer Forschungen konnten neue Daten zur Datierung, Geschichte, Konstruktion und den mittelalterlichen Wandmalereien der Kirche ermittelt werden. Ebenfalls wurden von ihr neue Informationen zur künstlerischen und symbolischen Bedeutung der Ikonen und Wandgemälde Michail Wrubels in der Kirche gewonnen, weiterhin zur dortigen Nekropole und den Wandgemälden, die während der Restaurierung Ende des 19. Jahrhunderts angefertigt wurden. Sie war Autorin des Projektes „Reproduktion der verlorenen Reliquien der St.-Kyrill-Kirche“, in dem das Porträt des Hegumen Sawwa Tuptalo  und die Ikonen an der Außenwand der Kirche restauriert wurden.
Im Komplex der Kiewer Sophienkathedrale gelang ihr die Identifizierung von Vertretern der Kiewer intellektuellen Elite des 19. Jahrhunderts, die dem Maler Iwan Selesnjow als Modelle für seine Gemälde  „Die Taufe Jesu Christi“ und „Die Begegnung“ gedient hatten. Im Giebel des Metropolitenpalastes entdeckte sie verloren geglaubte Darstellungen Kiewer Fürsten, die die Rus christianisierten. Ebenfalls unter ihrer Leitung wurde im Metropolitenpalast ein Wandgemälde restauriert.
Marholina leitete die Erstellung von Dossiers zur Kirche des Heiligen Kyrill und der Andreaskirche, die Grundlage der Aufnahme dieser Stätten in die Liste des UNESCO-Welterbes waren.
Besonderes Augenmerk widmete sie Reliquien aus der Sophienkirche, die während des Zweiten Weltkrieges verloren gegangen waren.
2009 wurde ihr der Ehrentitel „Verdienter Kulturarbeiter der Ukraine“ verliehen.
Im Februar 2012 verließ sie im Zusammenhang mit der Ernennung von Jelena Michailowna Serdjuk zur Generaldirektorin des Museumsreservates das Reservat und war von da an als wissenschaftliche Mitarbeiterin im PLATAR-Museum des Oligarchen Serhij Taruta tätig. Im Mai 2015 kehrte sie in die Sophienkathedrale zurück und leitet seitdem die wissenschaftliche Abteilung des „Institutes der Heiligen Sophia“.
Marholina ist verheiratet und hat eine Tochter.

## Publikationen
- Ірина Євгенівна Марголіна: Кирилівська церква- релігійний та церковно- політичний осередок середньовічного Києва: Дисертація кандидатська історичних наук. Hrsg.: АН України; Інститут філософії ім. Г.С.Сковороди. Київ 2000 (ukrainisch, uacademic.info).
- Ірина Євгенівна Марголіна: Кирилловская церковь на Дорогожичах. Київ 2015 (ukrainisch).